# دن کیشوت (فیلم ۲۰۰۰)
دن کیشوت یک فیلم تلویزیونی است که بر اساس رمان دن کیشوت در سال ۲۰۰۰ ساخته و به صورت DVD منتشر گردید.